# Enzo Bettiza
Enzo Bettiza (Split, Jugoszlávia, 1927. június 7. – Róma, 2017. július 28.) olasz író, politikus.

## Művei

### Regények
- La campagna elettorale (1953)
- Il fantasma di Trieste (1958)
- L'ispettore (1964)
- I fantasmi di Mosca (1993)
- Esilio (1996)
- Il libro perduto (2005)
- La distrazione (2013)

### Esszék
- La nuova cultura tedesca [Adorno, Augstein, Bloch, Grass, Enzensberger, Johnson, Mayer. L'ultima grande inchiesta sulla Germania] (1965)
- L'altra Europa. Fisiologia del revisionismo nei paesi dell'Est (1966)
- Mito e realtà di Trieste (1966)
- L'altra Germania [La prima inchiesta completa in Europa sulla Repubblica di Ulbricht] (1968)
- Il comunismo da Budapest a Praga 1956–1968 (1969, Ennio Ceccarinivel és Arrigo Levivel)
- Quale PCI? Anatomia di una crisi (1969)
- Il comunismo europeo [Una verifica critica dell'ipotesi eurocomunista] (1978)
- Lib/Lab. Le prospettive del rapporto tra liberali e socialisti in Italia e in Europa (1980, Ugo Intinivel)
- Il mistero di Lenin. Per un'antropologia dell'homo bolscevicus (1988)
- Via Solferino. La vita del "Corriere della Sera" (1982)
- Saggi, viaggi, personaggi (1984)
- L'anno della tigre. Viaggio nella Cina di Deng (1987)
- Non una vita (1989)
- L'eclisse del comunismo (1994)
- L'ombra rossa (1998)
- Mostri sacri. Un testimone scomodo negli anni del consenso (1999)
- La cavalcata del secolo. Dall'attentato di Sarajevo alla caduta del muro (2000)
- Corone e maschere. Ritratti d'Oriente e Occidente (2001)
- Viaggio nell'ignoto. Il mondo dopo l'11 settembre (2002)
- Sogni di Atlante. Memorie di un viaggiatore (2004)
- 1956. Budapest: i giorni della rivoluzione (2006)
- La primavera di Praga. 1968: la rivoluzione dimenticata (2008)
- 1989. La fine del Novecento (2009)

### Összegyűjtött cikkek, beszélgetések
- Il diario di Mosca. 1961–1962 [Una partecipazione dall'interno, un'immedesimazione avventurosa e personale con il fenomeno Russia] (1970)
- Qui Mosca (1974)
- Diario di un grande elettore (1978)
- Il diario di Mosca e cronache da Pietroburgo (2000)
- Arrembaggi e pensieri. Conversazione con Enzo Bettiza (2001)